# Giải vô địch bóng rổ thế giới 2023 (Bảng O)
Bảng O là một trong bốn bảng đấu trong vòng phân hạng 17–32 của Giải vô địch bóng rổ thế giới 2023, diễn ra từ ngày 31 tháng 8 đến ngày 2 tháng 9 năm 2023, bao gồm 4 đội, 2 đội đứng cuối bảng E và 2 đội đứng đầu bảng F. Kết quả của giai đoạn vòng bảng cũng sẽ được tính vào bảng xếp hạng, các đội sẽ đối đầu với 2 đội của các bảng đấu khác. Tất cả các trận đấu của bảng diễn ra tại Nhà thi đấu Okinawa, Thành phố Okinawa, Nhật Bản. Đội đầu bảng sẽ được phân vào các vị trí từ 17 đến 20, đội nhì bảng sẽ được phân vào các vị trí từ 21 đến 24, đội đứng thứ ba sẽ được phân vào các vị trí từ 25 đến 28, đội cuối bảng sẽ được phân vào các vị trí từ 29 đến 32.

## Các đội tuyển bị loại ở giai đoạn vòng bảng
| Bảng đấu | Thứ ba bảng | Cuối bảng |
| -------- | ----------- | --------- |
| E        | Nhật Bản    | Phần Lan  |
| F        | Cabo Verde  | Venezuela |

## Bảng xếp hạng
| VT | Đội          | ST | T | B | ĐT  | ĐB  | HS  | Đ |
| -- | ------------ | -- | - | - | --- | --- | --- | - |
| 1  | Nhật Bản (H) | 5  | 3 | 2 | 416 | 426 | −10 | 8 |
| 2  | Phần Lan     | 5  | 2 | 3 | 425 | 449 | −24 | 7 |
| 3  | Cabo Verde   | 5  | 1 | 4 | 366 | 432 | −66 | 6 |
| 4  | Venezuela    | 5  | 0 | 5 | 371 | 427 | −56 | 5 |

## Các trận đấu
Tất cả các trận đấu được diễn ra theo (UTC+9).

### Nhật Bản vs Venezuela
| 31 tháng 8 năm 2023 20:10 | Chi tiết | Nhật Bản                                                              | 86–77 | Venezuela                                                    |  | Nhà thi đấu Okinawa, Thành phố Okinawa Số khán giả: 7,374 Trọng tài: Ademir Zurapović (Bosna và Hercegovina), Blanca Burns (Hoa Kỳ), Wael Mostafa (Ai Cập) |
| 31 tháng 8 năm 2023 20:10 | Chi tiết | Điểm mỗi set: 15–19, 21–22, 17–21, 33–15                              |       |                                                              |  | Nhà thi đấu Okinawa, Thành phố Okinawa Số khán giả: 7,374 Trọng tài: Ademir Zurapović (Bosna và Hercegovina), Blanca Burns (Hoa Kỳ), Wael Mostafa (Ai Cập) |
| 31 tháng 8 năm 2023 20:10 | Chi tiết | Điểm: Hiejima 23 Chụp bóng bật bảng: Hawkinson 11 Hỗ trợ: Kawamura 11 |       | Điểm: Sojo 20 Chụp bóng bật bảng: Ruiz 9 Hỗ trợ: Guillent 10 |  | Nhà thi đấu Okinawa, Thành phố Okinawa Số khán giả: 7,374 Trọng tài: Ademir Zurapović (Bosna và Hercegovina), Blanca Burns (Hoa Kỳ), Wael Mostafa (Ai Cập) |

### Cabo Verde vs Phần Lan
| 31 tháng 8 năm 2023 16:30 | Chi tiêtd | Cabo Verde                                                       | 77–100 | Phần Lan                                                                     |  | Nhà thi đấu Okinawa, Thành phố Okinawa Số khán giả: 5,960 Trọng tài: Jorge Vázquez (Puerto Rico), Wojciech Liszka (Ba Lan), Ahmed Al-Shuwaili (Iraq) |
| 31 tháng 8 năm 2023 16:30 | Chi tiêtd | Điểm mỗi set: 16–28, 23–26, 17–23, 21–23                         |        |                                                                              |  | Nhà thi đấu Okinawa, Thành phố Okinawa Số khán giả: 5,960 Trọng tài: Jorge Vázquez (Puerto Rico), Wojciech Liszka (Ba Lan), Ahmed Al-Shuwaili (Iraq) |
| 31 tháng 8 năm 2023 16:30 | Chi tiêtd | Điểm: Almeida 17 Chụp bóng bật bảng: Tavares 12 Hỗ trợ: Mendes 5 |        | Điểm: Markkanen 34 Chụp bóng bật bảng: Markkanen 9 Hỗ trợ: Jantunen, Salin 6 |  | Nhà thi đấu Okinawa, Thành phố Okinawa Số khán giả: 5,960 Trọng tài: Jorge Vázquez (Puerto Rico), Wojciech Liszka (Ba Lan), Ahmed Al-Shuwaili (Iraq) |

### Phần Lan vs Venezuela
| 2 tháng 9 năm 2023 16:30 | Chi tiết | Phần Lan                                                            | 90–75 | Venezuela                                                          |  | Nhà thi đấu Okinawa, Thành phố Okinawa Số khán giả: 6,216 Trọng tài: Martin Horozov (Bulgaria), Wojciech Liszka (Ba Lan), Ahmed Al-Shuwaili (Iraq) |
| 2 tháng 9 năm 2023 16:30 | Chi tiết | Điểm mỗi set: 13–17, 35–18, 19–27, 23–13                            |       |                                                                    |  | Nhà thi đấu Okinawa, Thành phố Okinawa Số khán giả: 6,216 Trọng tài: Martin Horozov (Bulgaria), Wojciech Liszka (Ba Lan), Ahmed Al-Shuwaili (Iraq) |
| 2 tháng 9 năm 2023 16:30 | Chi tiết | Điểm: Markkanen 32 Chụp bóng bật bảng: Markkanen 9 Hỗ trợ: Little 9 |       | Điểm: Chourio 17 Chụp bóng bật bảng: Graterol 6 Hỗ trợ: Guillent 7 |  | Nhà thi đấu Okinawa, Thành phố Okinawa Số khán giả: 6,216 Trọng tài: Martin Horozov (Bulgaria), Wojciech Liszka (Ba Lan), Ahmed Al-Shuwaili (Iraq) |

### Nhật Bản vs Cabo Verde
| 2 tháng 9 năm 2023 20:10 | Chi tiết | Nhật Bản                                                              | 80–71 | Cabo Verde                                                                          |  | Nhà thi đấu Okinawa, Thành phố Okinawa Số khán giả: 7,374 Trọng tài: Omar Bermúdez (México), Amy Bonner (Hoa Kỳ), Waseem Husainy (Canada) |
| 2 tháng 9 năm 2023 20:10 | Chi tiết | Điểm mỗi set: 17–19, 33–18, 23–18, 7–16                               |       |                                                                                     |  | Nhà thi đấu Okinawa, Thành phố Okinawa Số khán giả: 7,374 Trọng tài: Omar Bermúdez (México), Amy Bonner (Hoa Kỳ), Waseem Husainy (Canada) |
| 2 tháng 9 năm 2023 20:10 | Chi tiết | Điểm: Hawkinson 29 Chụp bóng bật bảng: Watanabe 10 Hỗ trợ: Kawamura 8 |       | Điểm: Da Rosa, E. Tavares 11 Chụp bóng bật bảng: E. Tavares 14 Hỗ trợ: I. Almeida 6 |  | Nhà thi đấu Okinawa, Thành phố Okinawa Số khán giả: 7,374 Trọng tài: Omar Bermúdez (México), Amy Bonner (Hoa Kỳ), Waseem Husainy (Canada) |